# Premio Martín Fierro de Platino
El Premio Martín Fierro de Platino es un galardón que forma parte de los Premios Martín Fierro entregados por APTRA, desde su implementación en la entrega de premios del 2009 para el período 2008, coincidiendo con el 50° aniversario de la Asociación de Periodistas de la Televisión y la Radiofonía Argentina. La única condición es haber ganado el Premio Martín Fierro de Oro con anterioridad. 
A diferencia de los otros premios, el premio Martín Fierro de Platino es elegido por el público a través de una llamada telefónica o un mensaje de texto.

## Galardonados
| Año  | Imagen | Programa                      | Tipo             | Protagonizado o conducido por | Canal    | Premio Martín Fierro de Oro |
| ---- | ------ | ----------------------------- | ---------------- | ----------------------------- | -------- | --------------------------- |
| 2009 |        | Almorzando con Mirtha Legrand | Interés general  | Mirtha Legrand                | Canal 9  | 1992                        |
| 2010 |        | Hola Susana                   | Entretenimientos | Susana Giménez                | Telefe   | 1995                        |
| 2011 |        | El show de Videomatch         | Humor            | Marcelo Tinelli               | Telefe   | 1997                        |
| 2012 |        | El palacio de la risa         | Humor            | Antonio Gasalla               | El Trece | 1994                        |